# تعطیلات با یک گانگستر
تعطیلات با یک گانگستر (به انگلیسی: Vacation with a Gangster) فیلمی ایتالیایی محصول سال ۱۹۵۱ و به کارگردانی دینو ریسی است. در این فیلم بازیگرانی همچون مارک لارنس، جیوانا پالا ، ماریو جیروتی، لامبرتو ماجورینی، سیلویو باگلینی، دینا پربلینی، آنا آرنا ، بیانکا دوریا ایفای نقش کرده‌اند.